# Rubus saxatilis
Rubus saxatilis és una espècie d'esbarzer que es troba a Europa (al sud d'Islàndia i a l'est dels Pirineus), l'Àsia temperada fins al Japó. Les tiges són verdes i cobertes de diminutes espines, les fulles normalment tenen tres folíols. Elfruit és esfèric i de color roig, fa 1-1,5 mm de diàmetre i conté llavors grosses.
Com a planta medicinal és astringent. A l'Índia se n'havia fet una decocció de les arrels contra la disenteria.
Dels fruits se'n obté un tint blau